# Survie (association)
Pour les articles homonymes, voir Survie.
 (juin 2018).
Survie est une association française créée en 1984, elle a été présidée notamment par François-Xavier Verschave, Odile Tobner, Jean Carbonare ou Fabrice Tarrit. À l'origine composée d'une association unique, on distingue aujourd'hui Survie France des différentes associations locales (régionales ou départementales) telles que Survie Rhône, Survie Isère, Survie Paris-Île de France, Survie Bas-Rhin, etc.
Le thème privilégié de Survie est la « Françafrique », terme tiré du titre d'un des livres de François-Xavier Verschave, La Françafrique, le plus long scandale de la République, paru en 1998.
Survie est membre fondateur de plusieurs associations, de Biens Publics à l’Échelle Mondiale et d'ATTAC notamment. Elle est aussi membre d'autres associations comme le Centre de recherche et d’information pour le développement, de plusieurs collectifs ayant des objectifs politiques, comme la commission d'enquête citoyenne sur l'implication de la France au Rwanda ou la coalition des ONG pour la Cour pénale internationale.
L'association déclare 1 000 adhérents et trois salariés.

## Objectifs statutaires
Les objectifs officiels de l'association sont :
- promouvoir l'accès de tous aux biens publics mondiaux ;
- ramener à la raison la politique africaine de la France ;
- combattre la banalisation du génocide.

## Inspiration et actions

### Origine
Le déclencheur de la fondation de cette association fut l'appel de prix Nobel, qui en 1981 ont rappelé les souffrances des populations du tiers-monde.
Survie se définit elle-même comme une « campagne de citoyens » qui doit interpeller les pouvoirs publics sur les responsabilités présumées de la France, ou tout le moins de réseaux politico-affairistes, dans la conduite de sa politique en Afrique.

#### Loi pour la survie et le développement
Ayant obtenu le soutien de 8 500 maires de France, Survie obtint l'engagement écrit de plus des deux tiers des députés de deux législatures consécutives pour un projet de loi pour la Survie et le développement, préparé finalement par cinq groupes parlementaires. En mai 1988, 330 députés et 136 sénateurs ont signé cet engagement. Au cours de la législature suivante, Survie annonce en juillet-août 1989 353 députés signataires et le texte de 4 propositions de lois identiques pour la survie et le développement (PCF, RPR, UDC, et UDF). Les propositions de loi sont enregistrées ensemble à l'Assemblée nationale française le 26 mai 1989 par les députés Jean-Pierre Delalande (RPR), Denis Jacquat (UDF), Jean Paul Fuchs (UDC) et Théo Vial-Massat (PC)[réf. nécessaire].
En octobre 1991, le bulletin de Survie annonce que Jean-Marie Daillet (NI) a déposé une cinquième proposition de loi identique, et qu'une sixième est en cours de dépôt par Jean-Michel Belorgey, Jean-Pierre Luppi et Marie-Noelle Lienemann. Le 14 octobre 1992, 26 députés sont présents à un rassemblement organisé par Survie à l'Assemblée nationale et animé par Bruno Masure[réf. nécessaire].
Ce projet n'a jamais abouti.

### Tournant de 1993-1994 à propos du Rwanda
Début 1993, un an avant le génocide au Rwanda, Jean Carbonare, alors Président de Survie, avait été enquêteur de la commission parrainée par la Fédération internationale des droits de l'homme, Africa Watch, l'UIDH (Ouagadougou) et le CIDPDD/ICHRDD (Montréal).
Début 1998, à la suite d'articles de Patrick de Saint-Exupéry parus dans Le Figaro, la mission d'information parlementaire sur le Rwanda est créée. Survie demande une commission d'enquête (aux pouvoirs plus étendus) plutôt qu'une mission d'information.
En 2004, Survie invite plusieurs associations et personnalités à créer une commission d'enquête citoyenne sur l'implication de la France au Rwanda. Après avoir fait une enquête documentaire et sur le terrain pendant plusieurs mois, cette commission entend pendant une semaine des témoins, des experts, des journalistes et l'un des rapporteurs de la mission parlementaire.

### Lutte contre la Françafrique
Le génocide au Rwanda marque un tournant pour l'association qui veut dorénavant démontrer jusqu’à quels désastres la politique de la « Françafrique » peut conduire.
En 1998, François-Xavier Verschave publie La Françafrique, le plus long scandale de la République popularisant le concept de Françafrique dans le débat public. Reprenant une citation, alors connotée positivement, par l'ancien président ivoirien Houphouët-Boigny, l'association va faire de ce mot l'étiquette principale de ce qu'elle dénonce : la perpétuation de la domination française sur ses anciennes colonies par le biais de réseaux occultes mais aussi de mécanismes institutionnels : François-Xavier Verschave parle des « 3 E » (Élysée, État-major, entreprises françaises). C'est le travail de l'association qui va mener à l'acceptation du terme dans sa connotation négative admise aujourd'hui.[réf. nécessaire]

### Dénonciation d'actions françaises sur des processus électoraux non-démocratiques dans le «pré-carré français»
Survie et de François-Xavier Vershave affiche leur intérêt pour les élections dans les anciennes colonies françaises d'Afrique à partir de la publication en 1996 d'un livre, le Dossier Noir N° 8 "Tchad, Niger : Escroqueries à la démocratie" (L'Harmattan, Novembre 1996,  (ISBN 2-7384-4698-1)) qui décrit les actions françaises pendant les processus électoraux des présidentielles tchadienne du 2 juin 1996 et nigérienne du 7 juillet 1996, un an après l'arrivée à l'Elysée de Jacques Chirac. Survie dénonce au Tchad, en faveur d'Idriss Déby, des fraudes avec l’aide d'experts électoraux du RPR français, un mélange de fraudes le jour du vote et en aval du scrutin. Survie décrit au Niger une inversion de résultat au moment de la compilation et de l'annonce officielle par le général nigérien Ibrahim Baré Maïnassara, aux dépens de Mahamane Ousmane.
A Partir de 1996, Survie et François-Xavier Verschave en particulier jusqu'en 2004 suivent avec attention toutes les principales élections dans les anciennes colonies françaises d'Afrique, accumulant un important travail de surveillance des actions françaises, sans pour autant faire de synthèse sur le thème des élections. François-Xavier Verschave et Survie mettent surtout en évidence l’action de politiciens français du RPR entre 1993 et 1997, les dirigeants au gouvernement et à l’Elysée et quelques autres personnalités agissant selon leur propre intérêt ou en étant envoyée par l’Etat, se présentant comme experts électoraux, juristes ou observateurs dans des observations relativement factices.
En 2005, un triple coup d'état, constitutionnel, militaire et électoral au Togo (Coup d'État de 2005 au Togo), provoque une mobilisation de Survie. Dès avril 2005, Survie publie un rapport Le choix volé des Togolais. Rapport sur un coup d’État électoral perpétré avec la complicité de la France et de la communauté internationale, Paris/Budapest/Torino/Paris, l'Harmattan / Survie, 106 p. (ISBN 978-2-7475-8739-6 et 2-7475-8739-8) en coordination avec plusieurs associations de droits humains. L'ouvrage dénonce les fraudes qui ont été constatées lors de l'Élection présidentielle togolaise de 2005 et l'acceptation du résultat par les autorités françaises. Survie décrit des fraudes le jour du vote en particulier des bourrages d'urnes, à un niveau tel que le résultat est modifié par les fraudes du jour du vote aux dépens d'Emmanuel Bob-Akitani (UFC) puis une répression très violente de la contestation faisant des centaines de morts, reconnus ensuite par l'ONU.
En mars-avril 2009, Survie est le principal créateur du Collectif de Solidarité avec les Luttes Sociales et Politiques en Afrique, qui regroupe à Paris des associations et partis politique, français et de diaspora, et dont la première activité est de travailler sur les processus électoraux en Afrique. A Partir de 2016, Survie continue ses actions sur les élections en Afrique indépendamment de ce collectif, en mettant l'accent sur la coopération militaire française. Survie s'intéresse aussi à la limitation du nombre de mandats dans les constitutions en entrant dans la coalition Tournons la page .

### Positionnement sur la départementalisation de Mayotte
Survie, comme l'Union africaine, dénonce également la départementalisation de Mayotte, qui selon l'Union des Comores, fait partie de son territoire.
L'association juge en effet que les référendums démocratiques par lesquels les Mahorais ont choisi de rester français ne sont pas légaux. L'association demande aussi, faute d'obtenir la cession de Mayotte aux Comores, la suppression du visa entre les Comores et Mayotte, qu'elle prétend illégal puisque selon Survie, les Comoriens ne franchissent aucune frontière en se rendant à Mayotte. L'association a également affirmé que l'expulsion des comoriens entrés clandestinement en France devrait être qualifiée de « crimes contre l'humanité » devant la Cour pénale internationale.

### Autres positions de l'association
- Solidarité envers les luttes contre les expulsions des « sans papiers », phénomène que l'association considère comme le reflet d'un désordre politique et économique ;
- Établissement de liens avec les organisations non-gouvernementales qui militent pour l'établissement d'une organisation politique, sociale et économique de l'humanité, renforçant les droits des pays pauvres face à la mondialisation, ce qui implique une participation au mouvement altermondialiste ;
- Collecte de témoignages concernant la politique de la France en Afrique, et les dictatures africaines.
- Information des citoyens français sur l'action menée par leur État en Afrique.

### Principaux événements[Interprétation personnelle?]de l'histoire de Survie
- 1984 : Création de Survie-France
- 1993 : Début de la publication du mensuel Billets d'Afrique et d'ailleurs
- 1994 : Création de l'Observatoire permanent de la Coopération française (OPCF) par Survie. Dénonciation de la « complicité » supposée de la France dans le génocide au Rwanda. Organisation à Biarritz d'un contre-sommet à l'occasion du XVIIIe sommet franco-africain.
- 1995 : Survie et Agir ici publient 6 « Dossiers noirs ». Rédaction d'une nouvelle charte de Survie.
- 2000 : Création de l'association « Biens publics à l'échelle mondiale ».
- 2007 : Biens mal acquis des dictateurs africains : Survie, l'association Sherpa et la Fédération des Congolais de la Diaspora portent plainte pour « recel de détournement de biens publics et complicité » auprès du Tribunal de Grande Instance de Paris contre plusieurs chefs d'État africains et leurs familles, propriétaires en France de nombreux biens immobiliers de luxe et détenteurs d'avoirs bancaires auprès de banques françaises et/ou de banques étrangères ayant des activités en France.
- 2013 : Survie porte plainte contre Paul Barril pour complicité dans le génocide des Tutsi au Rwanda en 1994
- 2014 : Survie est partie civile dans le premier procès d'un présumé génocidaire rwandais en France, Pascal Simbikangwa. L'association fête ses 30 ans d'existence.

## Fonctionnement et organisation de l'association

### Adhésion
L'adhésion est libre, le conseil d'administration a néanmoins la possibilité d'exclure des adhérents à la majorité pendant les six premiers mois d'adhésion puis par une majorité des deux tiers.

### Conseil d'administration
Les membres du conseil d'administration sont élus par les adhérents lors de l'assemblée générale. Les groupes locaux désignent leurs responsables indépendamment.

### Ressources
L'association vit des cotisations de ses adhérents, des droits d'auteur des ouvrages, de ventes de petites publications pédagogiques réalisées notamment par ses salariés et de produits dérivés (CD Africa wants to be free et Décolonisons ! compilés par une quinzaine de groupes de musiques français et africains, tee shirts), et de dons de particuliers.
L'association déclare un budget de 254 000 euros en 2009 dont les sources se répartissent comme suit :
- 57 % de dons et cotisations ;
- 24 % de la vente d'ouvrages, produits dérivés et du mensuel Billets d'Afrique et d'ailleurs ;
- 14 % de subventions aux salaires (contrats aidés) ;
- 5 % de prestations et droits d'auteurs.

L'association déclare ne pas recevoir de subvention (en dehors des contrats aidés) ni de l'État ni d'entreprises, comme garantie de son indépendance.

## Procès
Plusieurs procès ont été conduits contre son président ou des militants.
En 1999. François-Xavier Verschave est condamné à payer un franc symbolique dans un procès intenté par Charles Pasqua. La cour ayant argumenté que l'accusation portée contre Charles Pasqua dans son livre La Françafrique, concernant l'affaire Carlos, était de la responsabilité de l'ensemble du gouvernement dont il faisait partie et non de Pasqua seulement. Le tribunal note que Verschave « a manqué à son obligation de prudence » en personnalisant « la responsabilité politique de la France et présentant monsieur Pasqua, ministre de l'Intérieur, comme complice des crimes les plus abominables ».
Le procès le plus connu, lié au livre Noir silence et relaté dans Noir procès, filmé en coulisses par Camille de Vitry, a été intenté en 2001 par trois chefs d'État africains, Omar Bongo (Gabon), Idriss Déby (Tchad), Denis Sassou-Nguesso (Congo), pour offense à chef d'État étranger contre François-Xavier Verschave et Laurent Beccaria, directeur de la maison d'édition les Arènes. Défendus par maître Jacques Vergès, les trois chefs d'État ont été déboutés en appel sur le fond et sur la forme. En effet, la cour a disposé que pour se conformer à la Convention européenne de sauvegarde des droits de l'homme, le délit d'offense à chef d'État étranger doit être constitué d'une intention délictueuse, qui n'a pas été démontrée. Néanmoins, si la cour est restée prudente sur la véracité des faits rapportées par la défense, elle a reconnu le « sérieux des investigations effectuées », rappelant qu'il s'agissait d'« un ouvrage militant » dont « les allégations [...] doivent être accueillies avec prudence ». Les avocats William Bourdon, Antoine Comte, Francis N’Thepe ont défendu François-Xavier Verschave, qui a rappelé la proximité du délit d'offense à chef d'État étranger avec le crime de lèse-majesté en vigueur sous l'Ancien Régime. Laurent Beccaria était défendu par Vincent Toledano. Les chefs d'État déboutés ont décidé ne pas porter l'affaire en cassation.
Camille de Vitry, sympathisante de Survie et amie de François-Xavier Verschave, réalisa un documentaire sur cet épisode : "Noir procès".
Jean Paul Gouteux, militant de Survie depuis 1994 et auteur du livre Un génocide secret d'État, fut poursuivi en justice par Jean-Marie Colombani, directeur du journal Le Monde, et Jacques Isnard, journaliste spécialisé dans les questions militaires au même journal. Ironisant sur la manière dont ils avaient traité le génocide au Rwanda dans les colonnes du journal, Jean Paul Gouteux les avait qualifiés dans son ouvrage d'« honorables correspondants des services français ». L'accusation sera déboutée en première instance et en appel par le tribunal de Paris en 2000. La cour de cassation a cassé le jugement d'appel en janvier 2004 et renvoyé à nouveau l'affaire devant la cour d'appel qui a statué le 29 mars 2006 en déboutant à nouveau les plaignants[source insuffisante].

## Soutien de personnalités
- Le chanteur Tiken Jah Fakoly, ayant nommé son album Françafrique en hommage au livre de François-Xavier Verschave.
- Le parti des Verts est généralement favorable aux idées de Survie[réf. nécessaire]. Le parti a régulièrement réclamé un éclaircissement sur la politique africaine de la France.
- Le groupe Dub Incorporation ayant un titre nommé Survie dédié à l'association.

Le thème traité par Survie concernant la fin de la « Françafrique » est repris par des partis politiques, de droite comme de gauche. Jean-Marie Bockel, chargé de la Coopération, demande publiquement le 15 janvier 2008 au président, conformément aux promesses de celui-ci, d'accentuer la fin de la Françafrique,[source insuffisante].

### Positionnement politique
L'association affirme n'avoir d'exclusive à l'égard d'aucun groupe politique, sauf avec l'extrême droite. Elle a d'ailleurs interpellé l'ensemble du paysage politique français sur la Françafrique et la complicité française dans le génocide des Tutsi au Rwanda en 1994.
Lors de son combat pour promouvoir une autre politique de coopération, entre 1984 et 1993, des maires et des députés centristes et de droite ont aussi participé à ses travaux. Survie a organisé plusieurs colloques à l'Assemblée nationale française et au Sénat français. L'association affirme n'avoir pour ambition que de faire évoluer la classe politique sur les questions relatives à la politique de la France en Afrique[réf. nécessaire].

### Critiques contre Survie
Les critiques contre Survie portent aussi bien sur des points précis tels qu'une éventuelle imagination de complots, ou une éventuelle défense du FPR, mais aussi sur des critiques plus évasives (« Tintin au Congo »).
En demandant un débat et un contrôle parlementaire sur la politique étrangère française et a fortiori sur l'action de la France en Afrique, Survie ne suscite pas l'unanimité. Si des hommes politiques lui font des procès, des journalistes et des spécialistes de l'Afrique critiquent sa vision des faits, et une partie d'entre eux parlent de désinformation. Son engagement, ses dénonciations de ce qu'elle perçoit comme des dérives de l'exécutif français, de la discrète « cellule africaine de l'Élysée » et des dictateurs de la « Françafrique » suscitent des critiques parfois vives dans la presse en marge des procès. Une autre critique consiste à affirmer que la façon dont Survie stigmatise la politique française reviendrait à exonérer les Africains de leurs propres responsabilités.
Stephen Smith, Filip Reyntjens, Pierre Péan, Charles Onana, Claudine Vidal, André Guichaoua et le colonel Jacques Hogard figurent parmi les détracteurs de Survie.

#### Engagement de Survie vis-à-vis du génocide des Tutsi au Rwanda
Survie estime que toutes ces critiques concernent particulièrement son engagement sur le Rwanda. Ainsi Stephen Smith qui avait des relations cordiales avec François-Xavier Verschave jusqu'en juillet 1994, l'a violemment combattu à partir de la publication son livre Complicité de génocide en particulier dans un article de Libération du 7 novembre 1994
Stephen Smith écrit en 1994 un article dénonçant l'association Survie, après le génocide du Rwanda. En 1995, Jean Carbonare, en désaccord avec un article du journaliste sur les événements de Kibeho au Rwanda, l'interpella : « Monsieur Smith, vous n'êtes pas un journaliste honnête. [...] Pour qui travaillez-vous, monsieur Smith, et où voulez-vous en venir ? Grave question. » 
Après la publication par Stephen Smith de Négrologie : pourquoi l'Afrique meurt (2003), dans lequel il affirme que le rôle des pays occidentaux dans le dénuement de l'Afrique est exagéré, et que les caractéristiques sociologiques africaines seraient les principales responsables de ce sous-développement, Boubacar Boris Diop, Odile Tobner et François-Xavier Verschave présentent en juin 2005 un livre-réponse à Négrologie : Négrophobie - Réponse aux « négrologues », journalistes françafricains et autres falsificateurs de l'information. Dans ce livre les auteurs dénoncent « les mensonges de la françafrique » et ses acteurs médiatiques français qui étoufferaient la conscience politique française.
Jean Carbonare fut président de Survie jusqu'en 1995. Ayant trente ans d'expérience comme responsable de projets de développement en Afrique, il quittera la présidence de l'association après le génocide des Tutsi au Rwanda pour partir au Rwanda, se mettre au service de Pasteur Bizimungu, premier président de la République du régime FPR, pour construire des logements selon Survie. Les détracteurs de Survie y voient, pour leur part, un signe de proximité de l'association avec le régime de Kagame. Durant sa présidence chez Survie et après le génocide, Jean Carbonare n'aura de cesse d'affirmer la responsabilité de la France dans le génocide.
Selon Pierre Péan, Jean Barahinyuta, commissaire du FPR à l’Information et à la Documentation pour l’Europe en 1990 et 1991 lui a déclaré que « Carbonare était la personne clé du FPR en France, qui travaillait en liaison avec Immaculée Mukakimanuka » et Jean-Marie Vianney Ndagijimana, ministre des Affaires étrangères du Rwanda entre juillet et octobre 1994, a confirmé et précisé : « Carbonare a été l’œil de Kagame auprès de Bizimungu et des membres du gouvernement qui ne faisaient pas partie du premier cercle de Kagame. ». L'association dément ces accusations qu'elle considère comme faisant partie d'une entreprise négationniste visant à discréditer ses travaux montrant les responsabilités françaises dans le génocide des Tutsi en 1994.
Ces critiques accusent Survie d'être proche ou même d'œuvrer directement pour le régime de Paul Kagame. Ainsi, dans son dernier ouvrage, Pierre Péan qualifie l'association Survie de « plateforme de désinformation » qui aurait agi directement pour le compte du Front patriotique rwandais (FPR) de Paul Kagame. L'association condamne pourtant publiquement les crimes commis par le FPR, parlant notamment du récent rapprochement diplomatique comme pouvant « s’assimiler à une amnistie mutuelle pour des crimes imprescriptibles». Cette position n'est pas nouvelle, François-Xavier Verschave écrivait : « On peut et on doit dénoncer les crimes de guerre commis par l’Armée patriotique rwandaise (APR) lors des conflits où elle a été successivement impliquée, au Rwanda (1990-1994, 1995 à Kibeho, 1997-1998) ou au Congo-Zaïre (1996-1997 et 1998-1999). En 1997, le massacre au Zaïre de dizaines de milliers de réfugiés hutus relève du crime contre l’humanité, imprescriptible. »

## Ouvrages
La publication est une part importante de l'activité de l'association.
Les dossiers noirs sont des publications de l'association Survie en collaboration initialement chez l'Harmattan, avec Oxfam France-Agir ici, puis chez Agone. Le premier volume a pour thème le génocide des Tutsi au Rwanda. Plus d'une vingtaine de dossiers suivront, tous sur des problèmes africains où l'association estime que la France est impliquée d'une manière ou d'une autre. Ils seront repris et développés dans divers ouvrages de François-Xavier Verschave. D'autres ouvrages ont été édités par l'association ou par ses membres au titre de leur participation à Survie, dans d'autres maisons d'édition, reversant alors leurs droits d'auteurs à l'association.

### Dossiers noirs de la politique de la France en Afrique
- Survie et Agir ici, Dossiers noirs de la politique africaine de la France, Paris, L'Harmattan, coll. « Les dossiers noirs » (no 1-5), 1996, 382 p. (ISBN 2-7384-3703-6, présentation en ligne, lire en ligne), regroupant Dossier Noir n°1 - Rwanda : depuis le 7 avril 1994, la France choisit le camp du génocide, décembre 1994, Dossier Noir n°2 - Les liaisons mafieuses de la Françafrique, 1995, Dossier Noir n°3 - France, Tchad, Soudan, au gré des clans, 1995, Dossier Noir n°4 - Présence militaire française en Afrique, dérives..., 1995, Dossier Noir n°5 - Les candidats à la présidentielle de 1995 et l'Afrique : le dire et le faire, 1996
- Survie et Agir ici, Jacques Chirac et la Françafrique : Retour à la case Foccart?, Paris, L'Harmattan, coll. « Les dossiers noirs » (no 6), 1995, 112 p. (ISBN 2-7384-3702-8, présentation en ligne)
- Survie et Agir ici, France-Cameroun, croisement dangereux, L'Harmattan, coll. « Les dossiers noirs » (no 7), juin 1996, 94 p. (ISBN 2-7384-4458-X, présentation en ligne)
- Survie et Agir ici, Tchad, Niger, escroqueries à la démocratie, Paris, L'Harmattan, coll. « Les dossiers noirs » (no 8), novembre 1996, 112 p. (ISBN 2-7384-4698-1, présentation en ligne)
- Survie et Agir ici, France-Zaïre-Congo (1960-1997) : échec aux mercenaires, Paris, L'Harmattan, coll. « Les dossiers noirs » (no 9), 1997, 175 p. (ISBN 2-7384-5632-4, présentation en ligne)
- Survie et Agir ici, France-Sénégal : une vitrine craquelée, L'Harmattan, coll. « Les dossiers noirs » (no 10), 1997, 80 p. (ISBN 2-7384-5955-2, présentation en ligne)
- Survie, Agir ici et Godwin Tété, La traite et l’esclavage négriers : 1848 : abolition de l’esclavage, Paris, L'Harmattan, coll. « Les dossiers noirs » (no 11), septembre 1998, 64 p. (ISBN 2-7384-6729-6, présentation en ligne)
- Survie et Agir ici, Sommet Franco-Africain au Louvre : La sécurité au sommet, l’insécurité à la base, Paris/Montréal (Québec), L'Harmattan, coll. « Les dossiers noirs » (no 12), novembre 1998, 256 p. (ISBN 2-7384-7101-3, présentation en ligne)
- Survie et Agir ici, Projet pétrolier Tchad-Cameroun : Dés pipés sur le pipe-line, Paris, L'Harmattan, coll. « Les dossiers noirs » (no 13), 1999, 64 p. (ISBN 2-7384-7900-6, présentation en ligne)
- Survie et Agir ici, Le silence de la forêt : Réseaux, mafias et filière bois au Cameroun, Paris, L'Harmattan, coll. « Les dossiers noirs » (no 14), 1999, 92 p. (ISBN 2-7384-9631-8, présentation en ligne)
- Survie et Agir ici, Bolloré : monopoles, services compris : Tentacules africains, Paris/Montréal (Québec)/Budapest etc., L'Harmattan, coll. « Les dossiers noirs » (no 15), novembre 2000, 80 p. (ISBN 2-7384-9632-6, présentation en ligne)
- François-Xavier Verschave, L’Envers de la dette : Criminalité politique et économique au Congo-Brazza et en Angola, Marseille/Montréal (Québec), Agone, coll. « Les dossiers noirs » (no 16), janvier 2002, 228 p. (ISBN 2-910846-83-0, présentation en ligne, lire en ligne)
- Arnaud Labrousse et François-Xavier Verschave, Les pillards de la forêt : Exploitations criminelles en Afrique, Marseille, Agone, coll. « Les dossiers noirs » (no 17), 2002, 192 p. (ISBN 2-7489-0010-3, présentation en ligne)
- Global Witness (trad. de l'anglais), Les affaires sous la guerre : Armes, pétrole & argent sale en Angola, Marseille, Agone, coll. « Les dossiers noirs » (no 18), 2003, 240 p. (ISBN 2-910846-90-3, présentation en ligne)
- Xavier Renou, Philippe Chapleau, Wayne Madsen et François-Xavier Verschave, La privatisation de la violence : Mercenaires & sociétés militaires privées au service du marché, Marseille, Agone, coll. « Les dossiers noirs » (no 21), 2006, 488 p. (ISBN 2-7489-0059-6, présentation en ligne)
- Gilles Labarthe, L’or africain : Pillages, trafics & commerce international, Marseille, Agone, coll. « Les dossiers noirs » (no 22), 2007, 224 p. (ISBN 978-2-7489-0075-0, présentation en ligne)
- Raphaël Granvaud, Que fait l’armée française en Afrique ?, Marseille, Agone, coll. « Les dossiers noirs » (no 23), octobre 2009, 473 p. (ISBN 978-2-7489-0112-2, présentation en ligne)
- Pierre Caminade, Comores-Mayotte : une histoire néocoloniale, Marseille/Paris, Agone, coll. « Les dossiers noirs » (no 19), octobre 2010, 2e éd. (1re éd. 2006), 224 p. (ISBN 978-2-7489-0133-7, présentation en ligne)
- Xavier Montanyà (trad. du catalan), L’Or noir du Nigeria, Marseille, Agone, coll. « Les dossiers noirs » (no 25), septembre 2012, 256 p. (ISBN 978-2-7489-0163-4, présentation en ligne)
- Gilles Labarthe, Le Togo, de l’esclavage au libéralisme mafieux, Marseille, Agone, coll. « Les dossiers noirs » (no 20), mai 2013, 2e éd. (1re éd. 2005), 256 p. (ISBN 978-2-7489-0184-9, présentation en ligne)
- Raphaël Granvaud, Areva en Afrique : Une face cachée du nucléaire français, Marseille, Agone, coll. « Les dossiers noirs » (no 24), janvier 2015, 2e éd. (1re éd. 2011), 300 p. (ISBN 978-2-7489-0156-6, présentation en ligne)
- Yanis Thomas, Centrafrique : un destin volé : Histoire d’une domination française, Marseille, Agone, coll. « Les dossiers noirs » (no 26), avril 2016, 235 p. (ISBN 978-2-7489-0264-8, présentation en ligne)
- Raphaël Granvaud et David Mauger, Un pompier pyromane : L’ingérence française en Côte d’Ivoire d’Houphouët-Boigny à Ouattara, Marseille/Paris, Agone, coll. « Les dossiers noirs », août 2018, 536 p. (ISBN 978-2-7489-0370-6, présentation en ligne)
- Raphaël Doridant et François Graner, L’État français et le génocide des Tutsis au Rwanda, Agone, coll. « Les dossiers noirs », février 2020, 520 p. (ISBN 978-2-7489-0393-5, présentation en ligne)

### Autres livres
- François-Xavier Verschave, La Françafrique : Le plus long scandale de la République, Stock, avril 1998, 379 p. (ISBN 978-2-234-04948-2, présentation en ligne)
- Noir Silence : qui arrêtera la Françafrique?, Les Arènes, 2000, 597 p. (ISBN 978-2-912485-15-1, présentation en ligne)
- François-Xavier Verschave, Noir procès : Offense à Chefs d'État, Les Arènes, 2001 (ISBN 978-2-912485-31-1)
- François-Xavier Verschave, Noir Chirac : la biographie non autorisée, Paris, Les Arènes, 2002, 320 p. (ISBN 2-912485-40-1, présentation en ligne)
- François-Xavier Verschave, De la Françafrique à la Mafiafrique, Tribord, 2004, 69 p. (ISBN 978-2-930390-10-9, présentation en ligne)
- Commission d’Enquête Citoyenne, L’horreur qui nous prend au visage : L’État français et le génocide au Rwanda, Karthala, janvier 2005, 592 p. (ISBN 978-2-84586-620-1, présentation en ligne)
- Géraud de la Pradelle, Imprescriptible : l’implication française dans le génocide tutsi portée devant les tribunaux, Paris, Les Arènes, 2005, 200 p. (ISBN 2-912485-80-0, présentation en ligne)
- Commission d’Enquête Citoyenne, Rwanda 1994-2004 : des faits, des mots, des œuvres, Paris/Budapest/Torino, L'Harmattan, 2005, 204 p. (ISBN 2-7475-8244-2, présentation en ligne)
- Survie, Le choix volé des Togolais : Rapport sur un coup d’État électoral perpétré avec la complicité de la France et de la communauté internationale, Paris/Budapest/Torino/Paris, L'Harmattan, 2005, 106 p. (ISBN 2-7475-8739-8, présentation en ligne)
- Boubacar Boris Diop, Odile Tobner et François-Xavier Verschave, Négrophobie : Réponse aux « négrologues », journalistes françafricains et autres falsificateurs de l’information, Paris, Les Arènes, 2005, 200 p. (ISBN 2-912485-81-9, présentation en ligne)
- François Lille, A l’aurore du siècle, où est l’espoir ? : Biens communs et biens publics mondiaux, Bruxelles/Paris, Tribord, coll. « Flibuste », 2006, 118 p. (ISBN 978-2-930390-15-4, présentation en ligne)
- Odile Tobner, Du racisme français : Quatre siècles de négrophobie, Paris, Les Arènes, 2007, 306 p. (ISBN 978-2-35204-038-5, présentation en ligne)
- Plateforme Citoyenne France-Afrique, Livre blanc pour une politique de la France en Afrique responsable et transparente, Paris, L'Harmattan, octobre 2007, 154 p. (ISBN 978-2-296-04735-8, présentation en ligne)
- Samuel Foutoyet, Nicolas Sarkozy ou La Françafrique décomplexée, Bruxelles/Le Kremlin-Bicêtre, Tribord, coll. « Flibuste », janvier 2009, 153 p. (ISBN 978-2-930390-22-2, présentation en ligne)
- Camille de Vitry, L'or nègre, Tahin-party, mai 2009, 174 p.  (ISBN 978-2912631183)
- Survie, La complicité de la France dans le génocide des Tutsi au Rwanda : 15 ans après, 15 questions pour comprendre, Paris, L'Harmattan, avril 2009, 160 p. (ISBN 978-2-296-08623-4, présentation en ligne)
- Survie, La France en guerre au Mali : Enjeux et zones d'ombre, Mons/Le Kremlin-Bicêtre, Tribord, coll. « Flibuste », mai 2013, 249 p. (ISBN 978-2-930390-37-6, présentation en ligne)

### Billets d'Afrique et d'ailleurs
Créé en 1993, Billets d'Afrique et d'ailleurs est le bulletin mensuel d'information de l'association sur la politique africaine de la France et l'actualité des relations franco-africaines. Édité à 1800 exemplaires en 2007, il est diffusé sur abonnement payant et mis en ligne gratuitement après un délai de deux mois sur le site de l'association. L'ensemble de ses contributions sont bénévoles.